# Lipiny (gmina Przesmyki)
Lipiny – wieś w Polsce położona w województwie mazowieckim, w powiecie siedleckim, w gminie Przesmyki. Ma status sołectwa.
Gniazdo rodowe szlacheckiego rodu Lipińskich herbu Gozdawa.
W roku 1827 wieś liczyła 30 domów i 151 mieszkańców, a w roku 1884, 34 domy i 209 mieszkańców.
W latach 1975–1998 miejscowość należała administracyjnie do województwa siedleckiego.